# اژدرمارهای شنی
اژدرمارهای شنی (نام علمی: Gongylophis) نام یک سرده از زیرخانواده اژدرماران بر قدیم است.